# Bulgurcular
Bulgurcular ist ein Dorf (Köy) im Landkreis Mazgirt der türkischen Provinz Tunceli. Im Jahr 2011 lebten in Bulgurcular 63 Menschen.